# باتوکونکو
باتوکونکو (به لاتین: Batokunku) یک منطقهٔ مسکونی در گامبیا است که در West Coast Division واقع شده‌است.